# Megalastrum indusiatum
Megalastrum indusiatum là một loài dương xỉ trong họ Dryopteridaceae. Loài này được R.C. Moran, J. Prado & Labiak mô tả khoa học đầu tiên năm 2009.